# Ирпињ
Ирпињ (укр. Ірпінь) је град у Украјини, у Кијевској области. Према процени из 2012. у граду је живело 41.693 становника.

## Становништво
Према процени, у граду је 2012. живело 41.693 становника.
| 1979.  | 1989.  | 2001.  | 2012.  |
| ------ | ------ | ------ | ------ |
| 31.598 | 38.710 | 40.593 | 41.693 |

## Партнерски градови
- Борна
- Милвоки